# 高昂
高昂（501年—538年9月13日），字敖曹，渤海郡蓨县（今河北省衡水市景县）人，南北朝時期東魏大將，爵至京兆郡公，諡號忠武，後在皇建元年（560年）孝昭帝高演追封其為永昌王。

## 生平

### 早年
年少時即氣勢豪壯，長大後風流倜儻，膽力過人，龍眉豹頸，姿體雄異。其父高翼為其求得嚴師，令其對子嚴加捶撻。可是高昂不遵師訓，到處走動，並且常說：「男兒當橫行天下，自取富貴，誰能端坐讀書作老博士也」與其兄長高為遊俠，搶奪人財，因為大哥高乾向博陵崔氏的崔圣念之女求婚不成，就與高乾綁架了崔女，又建議高乾強姦她，敗行甚多，當地人敢怒而不敢言。

### 獲授官爵
北魏建義元年（528年）六月，高昂與高兄弟聚集流民於河、濟之間起事，響應葛榮起義，並受其官爵，屢破魏軍。由於高乾與魏帝有舊交，便奉旨歸降。高昂被任命為通直散騎侍郎，封武城縣伯，食邑五百戶。柱國大將軍爾朱榮認為高氏兄弟叛而後降，不應再居近要。高氏兄弟聞後，便主動解官而歸。二人在鄉里暗中蒐集勇士，繼續進行抄掠。爾朱榮聞後，懷恨在心，便密令刺史元嶷將高昂誘俘，與薛修義同囚於晉陽。
北魏永安三年（530年）九月，爾朱榮入洛陽，掌握北魏軍政大權，高昂也被押到駝牛署。是月，北魏孝莊帝元子攸因不滿爾朱榮遙控朝政，將其誘殺，高昂也被放出。爾朱氏家族聞訊後，四處起兵，圍攻魏都洛陽。孝莊帝親至大夏門進行指揮，時高昂剛被釋放，感孝莊帝之恩，遂“被甲橫戈，志凌勁敵”。並與其侄高長命等率軍而進，所向披靡，孝莊帝及觀者莫不壯之。孝莊帝即以高乾為河北大使，以高敖曹為直閣將軍，賜帛千匹，一起招兵買馬，作為抵禦爾朱氏軍進攻的支援力量。並親送高氏兄弟到黃河岸邊，令他們回冀州招集鄉曲，積極準備。孝莊帝還舉酒指水說：“卿兄弟冀部豪傑，能令士卒致死，京城倘有變，可為朕河上一揚塵”。高乾垂淚受詔，高昂也持劍起舞，誓以必死。

### 投奔高歡
北魏永熙二年（533年），高乾被魏孝武帝元修所殺，孝武帝還暗中派東徐州刺史潘紹業殺高昂。高昂已知高乾被殺，便於中途將潘紹業俘虜，在袍領中搜出敕書，高昂遂率十餘騎至晉陽，投奔高歡。高歡於韓陵山大破爾朱氏軍後，即以晉陽為根基，遙控朝政。魏孝武帝元修不滿，遂於永熙三年（534年）四月，下詔宇文泰為侍中、驃騎大將軍、關西大都督。五月，下詔戒嚴，準備討伐高歡。同年六月，高歡以清君側誅殺斛斯椿為名，調集大軍南下，以其弟、定州刺史高琛鎮守晉陽，以高昂領兵為前鋒，向北魏都城洛陽開進。七月二十九日，高歡軍進入洛陽，高昂率500勁騎追魏帝至陝西，不及而還。同年九月，高昂晉升為豫州刺史，仍然討伐三荊諸州不歸附的勢力，皆為他所平。同年十月，高歡在洛陽立清河王世子元善見為帝，是為孝靜帝，改年號天平。並遷都鄴城，史稱東魏。以高昂為侍中、司空，高昂因其兄高乾死於此位，所以不拜，並於次年二月，轉任為司徒。同時，宇文泰於十月領軍攻入潼關，斬守將薛瑜，還軍長安，晉升為大丞相。同年十二月，逃入長安的魏帝元修因飲毒酒身亡。翌年正月，宇文泰等擁立元寶炬為帝，是為文帝。改年號大統，史稱西魏。

### 東西魏潼關之戰
東魏天平三年(536年)十二月，丞相高歡興兵三路進攻西魏，以高昂攻打上洛，大都督竇泰攻打潼關，親率大軍進兵蒲阪。東魏天平四年(537年)正月，高昂渡河後，山道峻隘，高昂率軍自商山轉鬥而進兵，所向披靡，遂攻打上洛。上洛人杜窋向高昂投降，高昂以杜窋為嚮導進行攻城。守將西魏洛州刺史泉企固守十餘日，其子泉元禮、泉仲遵也督軍力戰。不久，泉仲遵眼睛受傷，不能再戰，高敖曹遂攻克上洛，俘虜泉企及將帥數十人。高昂以杜窋為洛州刺史。當時高昂為流矢所中，身受重傷，他對部下說：“吾以身許國，死無恨矣，所可嘆息者，不見季式作刺史耳”。高歡聽聞後，即以高昂之四弟高季式為濟州刺史。高昂本擬向藍田關進攻，卻因得知竇泰兵敗，加上高歡召他回軍，只好自上洛撤軍。高昂不忍放棄兵將，率軍力戰，得以全軍而還。回軍後，高敖曹仍為軍司、大都督，統七十六都督，與司空、西道大行台侯景治兵於武牢。

### 沙苑之戰
同年八月，高歡為了一雪東西魏潼關之戰之敗，報大將竇泰戰死之仇，再次率軍進攻西魏。宇文泰率領李弼等十二名將領進攻東魏，以北雍州刺史于謹為前鋒，連克盤豆、桓農，俘獲東魏軍八千人。閏九月，東魏丞相高歡親率兵二十萬還擊西魏軍，直攻蒲津，進駐許原西。另以高昂率軍三萬進攻河南。當時關中正值飢荒，宇文泰的部屬不滿一萬人，於恆農駐軍五十餘日後，聽聞高歡即將渡河，乃引兵入關，高昂遂圍攻恆農。十月初，宇文泰率領西魏軍於沙苑設置埋伏，大敗東魏軍。高歡率領殘兵渡河北逃，損失士卒八萬餘人。半月後，西魏軍再次攻打東魏，向洛陽挺進。高昂聞高歡戰敗後，遂撤其圍，退保洛陽。不久，西魏大將獨孤信進軍至新安，高昂只得率軍退至黃河以北，獨孤信遂佔據金墉城。

### 河橋之戰
東魏元象元年（538年），東魏興兵進攻西魏，以高昂與侯景等領兵圍攻金墉，丞相高歡率軍殿後。西魏金墉守將獨孤信閉城固守。侯景下令縱火，金墉城內外官房民宅僅剩十之二三。西魏文帝元寶炬得知金墉告急，即與丞相宇文泰率軍東下，增援金墉，同時，命開府儀同三司李弼、車騎大將軍達奚武率領1000騎兵為前鋒。
同年八月，宇文泰等抵達谷城。東魏將領莫多婁貸文在孝水戰敗被殺。宇文泰等進抵瀍水東岸，迫使侯景等趁夜解除對金墉的包圍，退饋。初四（即538年9月13日），宇文泰又大破東魏軍，東魏軍北遁。宇文泰隨即集中精兵猛攻高昂，高昂由於輕敵，全軍覆沒。高昂單騎而逃，投河陽南城，但守將北豫州刺史高永樂與高昂不合，遂閉門不受。高昂又仰呼求繩，仍不得。不久，追兵至，高昂只得藏在橋下，追兵見高昂從人持金帶，便問高昂藏於何處，從人指橋以示。高昂知其不免，便說：「來！與汝開國公」。追兵遂斬去其首級，當時年僅三十八歲。高歡聽聞高昂戰死，如喪肝膽，杖罰高永樂二百，追贈高昂使持節侍中、都督冀、定、滄、瀛、殷五州諸軍事、太師、大司馬、太尉公、錄尚書事、冀州刺史，諡號「忠武」。同年十月，西魏将高昂的首级还给东魏。北齐建国后，齐文宣帝高洋于天保元年六月壬午（550年7月3日）诏令，已故司徒高昂等人辅佐先帝，协助治理皇室基业，有的不幸早年去世，有的以身殉职，可以派遣使者到墓地进行祭奠，并安抚慰问他们的妻子儿女，安慰兼及活着或死去的人。皇建元年十一月庚申（560年12月15日），齐孝昭帝高演诏令将高昂等七人合祭于高澄的宗庙之中。

## 家庭

### 父母
- 高翼，北魏抚军将军、定州刺史、乐城文宣侯
- 中山张氏，北魏中坚将军、射声校尉张元宾的姐妹

### 兄弟姐妹
- 高，北魏抚军将军、金紫光禄大夫、司空公、长乐文昭公
- 高慎，西魏侍中、司徒、渤海郡公
- 高季式，北齐骠骑大将军、太常卿、都督、乘氏恭穆子
- 高氏，嫁北魏龙骧将军、卷县县令郑熙

### 夫人
- 张氏

### 子女
- 高突骑，东魏京兆郡公
- 高道豁，第三子，隋朝黄州刺史